# Apomorfia
Una apomorfia (dal greco ἀπό, "da", nel senso di modificazione, differenziazione, e μορφή, "forma"), o carattere derivato, è un carattere morfologico nuovo, risultato della modificazione di un carattere ancestrale nel corso dell'evoluzione.
L'apomorfia è quindi un carattere presente nell'antenato comune più prossimo quando si considera un clado. Può indicare un carattere sviluppato anticamente per un gruppo esteso, ma anche una recente mutazione per un gruppo di specie vicine. Inoltre lo stesso carattere può avere significati diversi: ad esempio, le ali degli insetti sono un'apomorfia per i pterigoti, ma sono invece una plesiomorfia per i lepidotteri. Se un carattere è esclusivo di una linea filetica, viene definito autapomorfo.